# Diecezja Beauvais
Diecezja Beauvais (pełna nazwa: Diecezja Beauvais (-Noyon-Senlis)) – diecezja Kościoła rzymskokatolickiego w północnej Francji, w metropolii Reims. Istnieje od III wieku, z przerwą jedynie w latach 1801-1822. W 1851 uzyskała swoją obecną pełną nazwę.

## Główne świątynie
- Katedra: Katedra św. Piotra w Beauvais

## Biskupi diecezjalni (od 1823)
- Claude-Louis de Lesquen (1823–1825)
- François Feutrier (1825–1830)
- Jean Lemercier (1832–1837)
- Pierre-Marie Cottret (1838–1841)
- Joseph-Armand Gignoux (1842–1878)
- François-Edouard Hasley (1878–1880)
- Désiré-Joseph Dennel (1880–1884)
- Joseph-Maxence Péronne (1884–1892)
- Edmond-Frédéric Fuzet (1893–1899)
- Marie-Jean-Célestin Douais (1899–1915)
- Eugène-Stanislas Le Senne (1915–1937)
- Félix Roeder (1937–1955)
- Pierre-Marie Lacointe (1955–1965)
- Stéphane Desmazières (1965–1978)
- Jacques Jullien (1978–1984)
- Adolphe-Maria Gustave Hardy (1985–1995)
- Guy Thomazeau (1995–2002)
- Jean-Paul James (2003–2009)
- Jacques Benoit-Gonnin (od 2009)